# Adalberto Palma
Adalberto Palma Ruíz Galindo (Ciudad de México México, 3 de febrero de 1981). Es un exjugador de fútbol profesional mexicano que jugaba en la demarcación de defensa.

## Trayectoria
Debuta con el Atlante FC en el Verano 2002 pero no vuelve a jugar un solo minuto en los torneos subsecuentes. Para el Apertura 2003 está registrado con carnet único tanto en el Acapulco de la Primera "A" como en el Atlante y espera poder reaparecer en el máximo circuito.
Después jugó por seis meses con el Club América donde mete 10 goles y hace uno de chilena[cita requerida] y en el Clausura 2006 fue transferido al Atlético Mexiquense de la Primera División 'A', y después jugó con el Puebla Fútbol Club de la misma categoría donde logra el ascenso y a mediados de 2007 fue traspasado al Club Necaxa sin jugar ningún partido con el club.
Para el Clausura 2008 fue contratado por el Mérida FC y disputó los demás torneos con Monarcas Morelia.

### Clubes
| Club                         | País                | Año         | Partidos | Goles | Media |
| ---------------------------- | ------------------- | ----------- | -------- | ----- | ----- |
| Club de Fútbol Atlante       | México              | 2002        | 1        | 0     | 0     |
| Internacional de Acapulco FC | México              | 2002 - 2003 | 3        | 0     | 0     |
| Club de Fútbol Atlante       | México              | 2003 - 2005 | 22       | 0     | 0     |
| Deportivo Toluca             | México              | 2005        | 1        | 0     | 0     |
| Atlético Mexiquense          | México              | 2006        | 4        | 0     | 0     |
| Puebla Fútbol Club           | México              | 2006 - 2007 | 27       | 3     | 0.11  |
| Club Necaxa                  | México              | 2007        | 0        | 0     | 0     |
| Mérida FC                    | México              | 2008        | 7        | 0     | 0     |
| Monarcas Morelia             | México              | 2008 - 2009 | 1        | 0     | 0     |
| Mérida FC                    | México              | 2009        | 0        | 0     | 0     |
| Total en su carrera          | Total en su carrera | 2002 - 2009 | 66       | 3     | 0.05  |

Estadísticas
| Temporada     | Equipo              | Liga | Liga  | Liga  | Liga  | Liga | Liga |
| Temporada     | Equipo              | #    | Part. | Goles | Asis. | TA   | TR   |
| ------------- | ------------------- | ---- | ----- | ----- | ----- | ---- | ---- |
| Verano 2002   | Atlante             | 29   | 1     | 0     | 0     | 0    | 0    |
| Apertura 2002 | Acapulco            | 25   | 1     | 0     | 0     | 0    | 0    |
| Clausura 2003 | Acapulco            | 25   | 2     | 0     | 0     | 0    | 0    |
| Apertura 2003 | Atlante             | 25   | 0     | 0     | 0     | 0    | 0    |
| Clausura 2004 | Atlante             | 25   | 0     | 0     | 0     | 0    | 0    |
| Apertura 2004 | Atlante             | 25   | 15    | 0     | 0     | 2    | 1    |
| Clausura 2005 | Atlante             | 25   | 7     | 0     | 0     | 2    | 0    |
| Apertura 2005 | América             | 30   | 1     | 0     | 0     | 0    | 0    |
| Clausura 2006 | Atlético Mexiquense | 30   | 4     | 0     | 0     | 1    | 0    |
| Apertura 2006 | Puebla              | 4    | 27    | 3     | 0     | 6    | 2    |
| Clausura 2007 | Puebla              | 4    | 12    | 0     | 0     | 2    | 0    |
| Apertura 2007 | Necaxa              | 23   | 0     | 0     | 0     | 0    | 0    |
| Clausura 2008 | Mérida              | 45   | 7     | 0     | 0     | 1    | 0    |
| Apertura 2008 | Morelia             | 45   | 1     | 0     | 0     | 0    | 0    |
| Clausura 2009 | Morelia             | 45   | 0     | 0     | 0     | 0    | 0    |

#### Resumen estadístico
| Competencia                | Partidos | Goles |
| -------------------------- | -------- | ----- |
| Primera División de México | 25       | 0     |
| Liga de Ascenso de México  | 41       | 3     |
| Total                      | 66       | 3     |